# وب‌کیت
وب‌کیت (به انگلیسی: WebKit) یک موتور چیدمان است که امکان رندر کردن صفحه‌های وب را برای یک مرورگر وب فراهم می‌آورد. وب‌کیت نیروبخش دو مرورگر گوگل کروم (در قدیم) و سافاری است که به ترتیب ۱۸ و ۵ درصد سهم بازار مرورگرها را در دست دارند.
وب‌کیت در اصل توسط شرکت اپل از کتابخانه‌های نرم‌افزاری KHTML مرورگر کانکرور برای استفاده به‌عنوان موتور چیدمان مرورگر سافاری گرفته شده بود. وب‌کیت در حال حاضر توسط اشخاصی که به پروژه کی‌دی‌ای، شرکت اپل، نوکیا، گوگل، بیتستریم، تورچ موبایل، سامسونگ و سایرین مرتبط هستند توسعه می‌یابد. وب‌کیت از سیستم‌عامل‌های مک اواس اکس، ویندوز، گنو/لینوکس و سیستم‌عامل‌های شبه‌یونیکسی پشتیبانی می‌کند.